# Solanum physalifolium
Morelle à feuilles de coqueret
Espèce
La Morelle à feuilles de coqueret (Solanum physalifolium) est une espèce de plantes de la famille des Solanacées originaire d'Amérique du Sud.